# يوسف العظمة
الفريق يوسف باشا العظمة (9 أبريل 1884 – 24 يوليو 1920) قائد عسكري و وزير دفاع سوري استشهد في مواجهة الجيش الفرنسي الذي قدم لاحتلال سوريا ولبنان، حيث كان وزير الحربية للحكومة العربية في سوريا بقيادة الملك فيصل الأول. أتقن العربية والتركية والفرنسية والألمانية والإيطالية والإنجليزية.
في كل عام في ذكرى استشهاده يقام احتفال في مقبرة الشهداء في ميسلون حيث تحمل إليه الأكاليل من مختلف الديار العربية. لم يخلف من الذرية إلا ابنته الوحيدة (ليلى)، التي رحلت مع أمها إلى تركيا وأنجبت هناك. ويذكر أن منزله حالياً تحول إلى متحف خاص بمقتنياته ، كما أنه وزير الحربية العربي الوحيد الذي أستشهد خلال معركة في العصر الحديث.

## النشأة
اسمه الكامل يوسف بن إبراهيم بن عبد الرحمن بن محمد بن إسماعيل بن إبراهيم بن إسماعيل باشا بن محمد بك بن حمدان بن حسين بن موسى بن محمد بن حسن بك آل العظمة، ولد في حي الشاغور الصمادية بدمشق في منتصف شهر رجب عام 1301هـ الموافق 9 نيسان 1884 لعائلة دمشقية. توفي والده الذي كان موظف في مالية دمشق عندما كان يوسف في السادسة من عمره. فقام شقيقه الأكبر عبد العزيز بتولي شؤون تربيته والانفاق عليه.

## الدراسة
دخل يوسف المدرسة الابتدائية في الياغوشية ثم انتقل بعدها إلى المدرسة الراشدية العسكرية في جامع يلبغا ضمن حي البحصة عام 1893 ليتابع بعدها انتظامه العسكري في دمشق في المدرسة الإعدادية العسكرية عام 1897 وكان مقرها في جامع تنكز. انتقل بعد ذلك في عام 1900 إلى مدرسة (قله لي) الإعدادية العسكرية الواقعة على شاطئ البوسفور المضيق بالآستانة - إسطنبول - فأحرز الشهادة الإعدادية في ذلك العام منتقلاً عام 1901 إلى مدرسة حربية شاهانه في الآستانة وتخرج منها عام 1903 برتبة ملازم ثان، وفي عام 1905 أصبح ملازماً أول. ومن ثم انتقل لمدرسة الأركان حرب حيث أتم فيها العلوم والفنون الحربية العالية وحصل على رتبة يوزباشي أركان حرب عام 1324هـ الموافق 1907 وأستلم وسام المعارف الذهبي. قال عنه المؤرخ محمود شاكر في التاريخ الإسلامي (ص45):
"كان يتكلم العربية والتركية والفرنسية والألمانية، وكان متديناً متمسكاً بإسلامه، مؤدياً لصلاته، وصائماً أيام الصوم، ومحافظاً على شعائر الإسلام".

## العمل
تنقل يوسف في الأعمال العسكرية بين دمشق والآستانة. ففي عام 1908 أرسل إلى الآستانة وعيِن مدرباً مساعداً لمادة التعبئة في مدرسة الأركان حرب التي تقع في قصر يلدز السلطاني، ثم نقل عام 1909 كرئيس متفوق ضمن صفوف الجيش العثماني في منطقة الرومللي على البر الأوروبي. وبعدها تم إرساله في بعثة إلى ألمانيا ليلتحق بمدرسة أركان الحرب العليا من عام 1909 ولمدة سنتين. لكنه أصيب بمرض حاد جداً بسبب طبيعة الجو البارد فعاد إلى الآستانة ليعين ملحقاً عسكرياً في المفوضية العثمانية العليا في القاهرة ومعاوناً للمفوض السامي العثماني.

## الحرب العالمية
في عام 1912 كان يعمل ضمن الشعبة الأولى المتفوقة - الأركان حرب - في الآستانة، لكنه اضطر بعدها إلى التنقل بين قطعات الجيش العسكرية إبان حرب البلقان 1913. وما لبثت أن أندلعت الحرب العالمية الأولى 1914 - 1918 فأرسل رئيساً لأركان حرب الفرقة الخامسة والعشرين العاملة في بلغاريا، وعين رئيساً لأركان حرب الفرقة العشرين ثم الخامسة والعشرين. وكان مقر هذه الفرقة في بلغاريا ثم في النمسا ثم في رومانيا، حيث عمل على مقربة من قائد الجبهات المارشال ماكترون قائد القوى الألمانية المحاربة والذي ضمه إلى هيئة أركان الحرب الألمانية ممثلاً عن الجيش العثماني.
عاد يوسف بعدها إلى الآستانة ليصبح مرافق وزير الحربية العثمانية أنور باشا وليبدأ في التنقل وتفقد الجيوش العثمانية في كل من الأناضول وسورية والعراق، وما لبث أن عيِن رئيساً لأركان حرب القوات المرابطة في القفقاس بسبب تأزم الأحداث هناك، ثم أصبح رئيساً لأركان حرب الجيش الأول بإسطنبول. في نهاية تشرين الأول عام 1918 انتهت الحرب العالمية وعاد يوسف العظمة ومنها سافر إلى دمشق عقب دخول الأمير فيصل بن الحسين إليها، فاختاره الأمير فيصل، قبل أن يصبح ملكاً، مرافقاً له، ثم عينه معتمداً عربياً في بيروت فرئيساً لأركان الحرب العامة برتبة قائم مقام في سوريا. ثم ولّي وزارة الحربية سنة 1920 وأصبح وزيراً للحربية السورية بدمشق، فنظم جيشاً وطنياً سورياً يناهز 10 آلاف مقاتل.

## معركة ميسلون

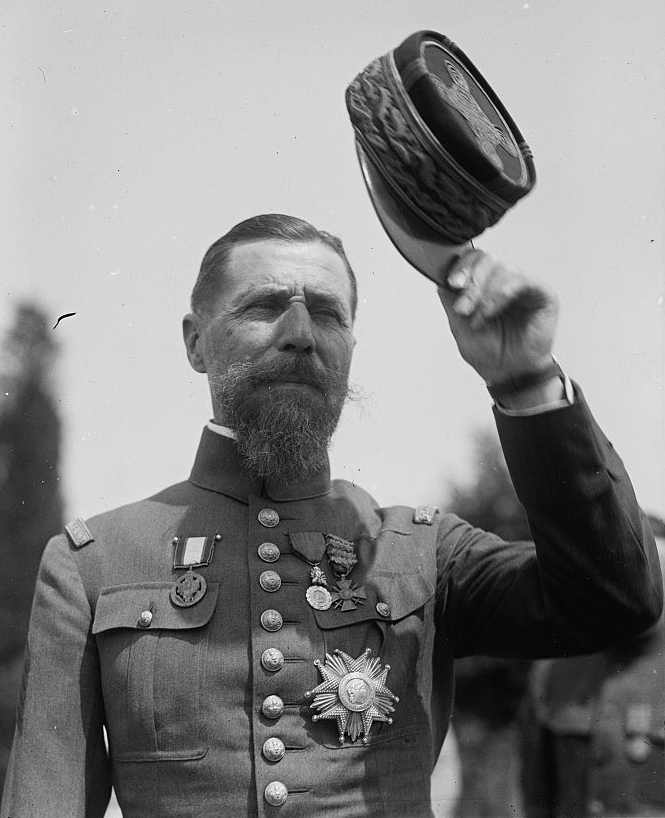
الجنرال غورو.

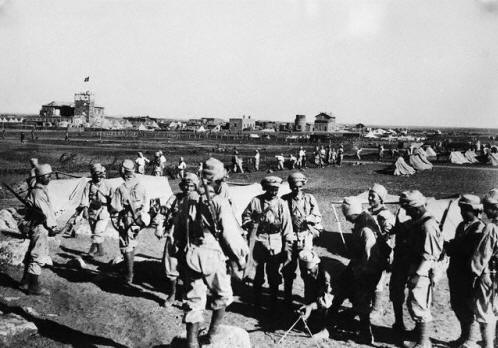
الجنود السوريون في معركة ميسلون.

في 5 تموز عام 1920 أوفد فيصل مستشاره نوري السعيد للقاء الجنرال الفرنسي غورو (Henri Joseph Eugène Gouraud) في بيروت، فعاد السعيد إلى دمشق في 14 تموز عام 1920 مزودًا بإنذار عرف باسم «إنذار غورو» وحددت مدة أربعة أيام لقبوله، وشمل خمس نقاط وهي:
1. قبول الانتداب الفرنسي.
2. التعامل بالنقد الورقي الذي أصدره مصرف سورية ولبنان في باريس.
3. الموافقة على احتلال القوات الفرنسية لمحطات سكك الحديد في رياق وحمص وحلب وحماة.
4. حل الجيش السوري وإيقاف عمليات التجنيد الإجباري، ومحاولات التسليح.
5. معاقبة من تورط في عمليات عدائية ضد فرنسا.

جمع الملك فيصل وزرائه لمداولة الأمر بينهم فكان رأي الكثيرين منهم النزول عند مطالب غورو ومهادنته وقبول الإنذار وهنا برز الموقف الرجولي لوزير الحربية يوسف العظمة الذي عارض قبول الإنذار بشدة وحاول بكل الوسائل ثني الملك فيصل عن الاستجابة لتهديد الفرنسيين بحل الجيش العربي السوري، وبعد أن يئس من تغيير الملك لرأيه أنشد عليه بيت الشعر الشهير للمتنبي:
وبالرغم من قبول الحكومة السورية للإنذار والعدول عن فكرة المقاومة وقبول مطالب الجنرال غورو والأمر بتسريح الجيش السوري وسحب الجنود من روابي قرية مجدل عنجر مخالفة بذلك قرار المؤتمر السوري العام ورأي الشعب المتمثل بالمظاهرات الصاخبة المنددة بالإنذار وبمن يقبل به، وأرسال الملك فيصل خطاباً إلى الجنرال غورو بالموافقة على الشروط وحل الجيش، بدأت القوات الفرنسية بالزحف بإمرة الجنرال غوابيه (بأمر من الجنرال غورو) باتجاه دمشق في تاريخ 24 تموز عام 1920 بينما كان الجيش السوري المرابط على الحدود يتراجع منفضًا، ولمّا سُئل الجنرال غورو عن هذا الأمر أجاب بأن برقية فيصل بالموافقة على بنود الإنذار وصلت إليه بعد أنتهاء المدة.
لم يكن أمام أصحاب الغيرة والوطنية إلا المقاومة حتى الموت وكان على رأس هذا الرأي وزير الحربية يوسف العظمة، الذي عمل على جمع ما تبقى من الجيش مع مئات المتطوعين والمتطوعات الذين اختاروا هذا القرار واتجهوا لمقاومة القوات الغازية الفرنسية الزاحفة باتجاه دمشق، وقد أراد العظمة بخروجه أن يحفظ لتاريخ سورية العسكري هيبته ووقاره، فقد كان يخشى أن يسجل في كتب التاريخ أن الجيش السوري قعد عن القتال ودخل المحتل عاصمته دون مقاومة، كما أراد أن يسجل موقفاً أمام الشعب السوري نفسه بأن جيشه حمل لواء المقاومة ضد الاحتلال الفرنسي منذ اللحظة الأولى، وإن ذلك سيكون نبراساً للشعب السوري في مقاومته للمحتل، فقد كان يدرك أن من يهن يسهل الهوان عليه، وهوان الجيش قد تكون له عواقب وخيمة على البلاد ومستقبل المقاومة.
وقد تألفت قوات الجنرال غوابيه من الآتي:
1. لواء المشاة (415).
2. لواء الرماة الجزائريين الثاني.
3. لواء سنغالي من الرماة الإفريقيين.
4. لواء من السباهي المغاربة.
5. خمس نضائد صحراوية، ومثلها جبلية، ونضيدتين من عيار 515.

وقد بلغ مجموع القوى الفرنسية تسعة آلاف جندي، يظاهرها طيارات ودبابات ورشاشات عديدة، بينما لم يتجاوز الجيش السوري الثلاثة آلاف جندي غالبيتهم من المتطوعين.
في الساعة التاسعة من يوم يوم 24 تموز عام 1920 بدأت المعركة عندما بدأت المدفعية الفرنسية في التغلب على المدفعية العربية، وبدأت الدبابات الفرنسية بالتقدم باتجاه الخط الأمامي العربي، ثم أخذ جنود السنغال الفرنسيين يحملون على ميسرة الجيش السوري المؤلف في معظمه من المتطوعة، وهاجم عدد من الخونة ميسرة الجيش السوري من الخلف وقضى على الكثير من الجنود وسلب منهم أسلحتهم، ولم يعبأ العظمة بهذه المصائب، وبقي بهمته وثباته وعزيمته، وكان قد بث الألغام على رؤوس وادي القرن وهو ممر الجيش الفرنسي آملاً بأنه عند صعود الدبابات تنفجر الألغام، إلا أن الخونة قد سبقوا وقطعوا أسلاك الألغام، وقد قُبض على بعضهم وهم ينفذون خيانتهم، ولكن سبق السيف العذل، فلما اقتربت الدبابات أمر يوسف العظمة بإشعال الألغام فلم تشتعل وتقدم ففحصها بنفسه فرأى أكثرها معطلة تماماً وأسلاكها مقطوعة، ثم سمع ضجة من خلفه فالتفت فرأى أن الكثيرين من الجيش والمتطوعة قد ولوا الأدبار على أثر قنبلة سقطت من إحدى الطائرات فلم يسعه إلا أن عمد إلى بندقيته وهي آخر ما لديه من قوة فلم يزل يطلق نيرانه على العدو حتى مقتله يوم الأربعاء 24 تموز عام 1920.
وقد قيل الكثير من الشعر في معركة ميسلون حيث بقيت مرسومة بصفاء في نفوس الشعراء الذين عايشوها عن قرب، فالشاعر خير الدين الزركلي قال في ذاك اليوم البغيض الذي حلَّ على الشعب الغاضب الثائر:

## وفاته
استشهد يوسف العظمة في معركة ميسلون يوم الأربعاء 24 تموز عام 1920 ليكون بذلك أول وزير دفاع عربي يقتل في معركة، وقد دفن في مقبرة الشهداء في ميسلون التي تبعد 28 كيلو متراً شمال غرب دمشق. وقد حفل الشعر العربي بالكثير من القصائد التي خلدت ذكرى يوسف العظمة ومنها قصيدة الشاعر المصري علي محمود طه التي قال فيها:

## كتب عنه
1. يوسف العظمة: صفَحات من أدب ميسلون، تأليف غسان كلَّاس، ط1، دار حازم 2001، ط2 دار البشائر دمشق، 2007.
2. ميسلون ويوسف العظمة: قراءة ببلوغرافية في مئويتهما (1920- 2020)، تأليف غسان كلَّاس، دار المقتبس دمشق، 2021.

## معرض الصور

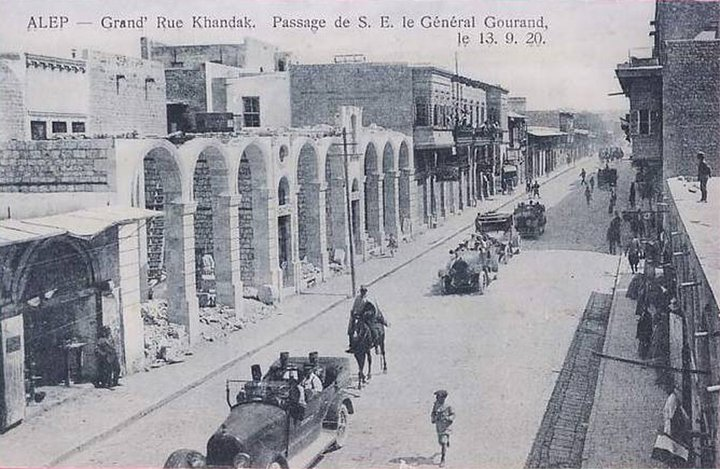
موكب الجنرال هنري غورو في حلب، بعيد الاحتلال في أيلول عام 1920.
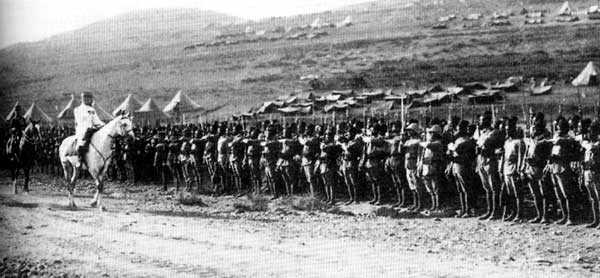
هنري غورو يستعرض قواته قبيل معركة ميسلون.
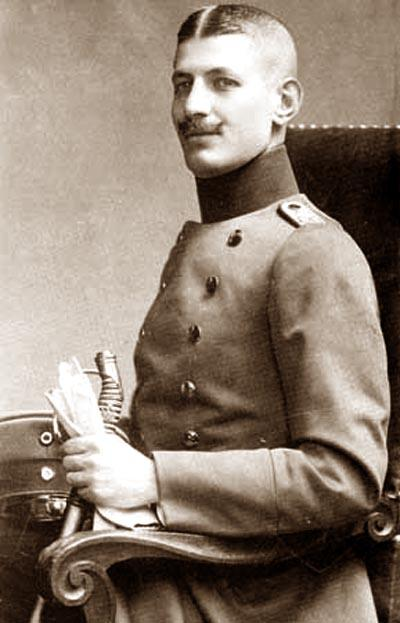
النقيب يوسف العظمة بعيد انتهاء الحرب العالمية الأولى.
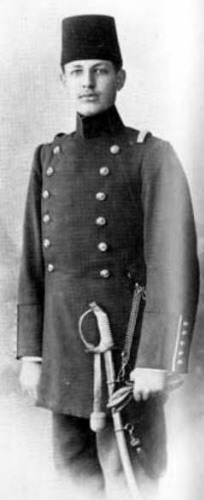
الملازم ثاني يوسف العظمة.
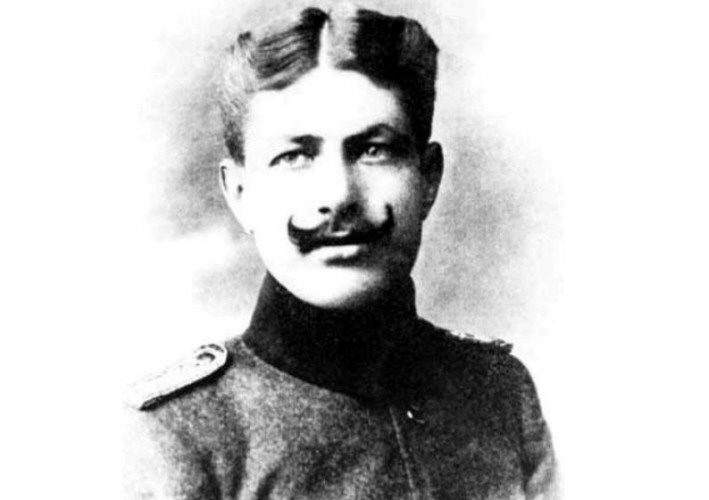
وزير الحربية يوسف العظمة.

## انظر أيضا

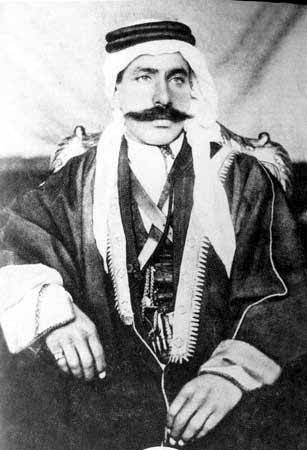
القائد سلطان باشا الأطرش، جبل العرب.
الزعيم ابراهيم هنانو، ادلب..
المجاهد عياش الحاج، دير الزور.
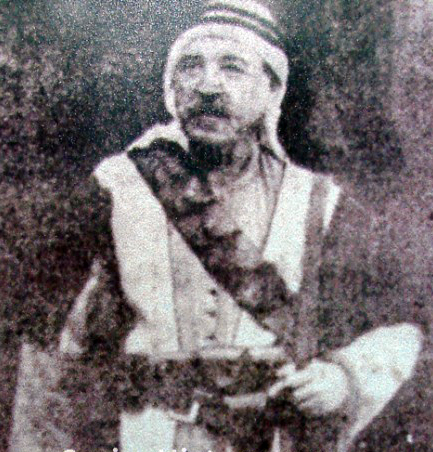
الشيخ صالح العلي، اللاذقية.
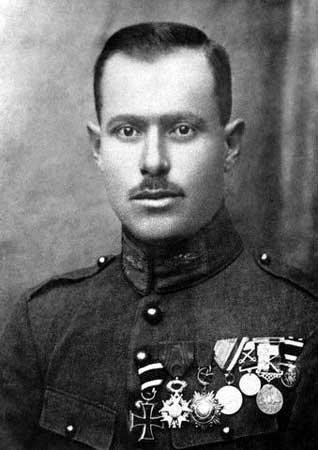
القائد فوزي القاوقجي، حماة.
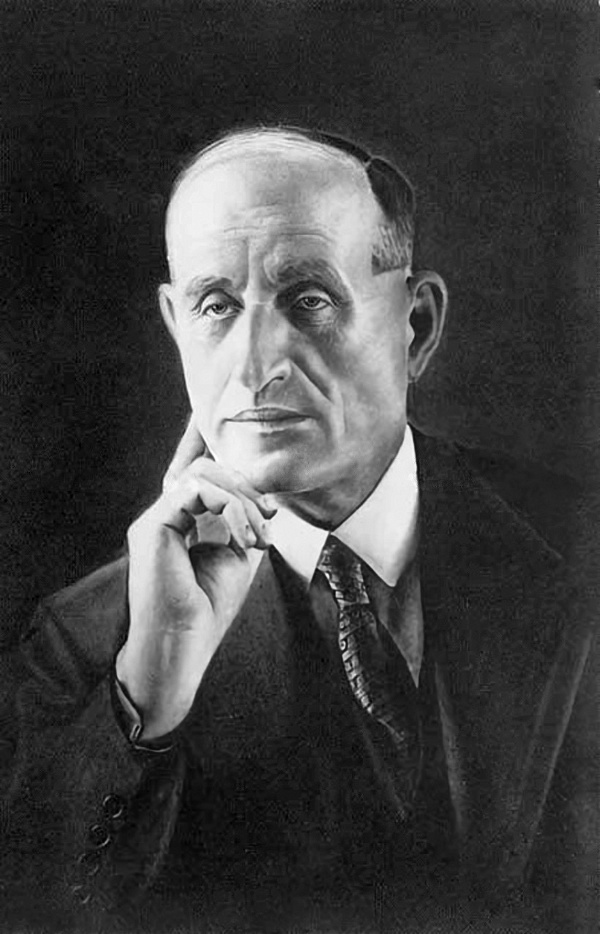
الدكتور عبد الرحمن الشهبندر، دمشق.

## وصلات خارجية
| - الشرف الرفيع، قصة البطل يوسف العظمة، قناة الجزيرة، ج1. - الشرف الرفيع، قصة البطل يوسف العظمة، قناة الجزيرة، ج2. - الشرف الرفيع، قصة البطل يوسف العظمة، قناة الجزيرة، ج3. | - الشرف الرفيع، قصة البطل يوسف العظمة، قناة الجزيرة، ج4. - الشرف الرفيع، قصة البطل يوسف العظمة، قناة الجزيرة، ج5. - الشرف الرفيع، قصة البطل يوسف العظمة، قناة الجزيرة، ج6. |